# José Casado del Alisal
José María Casado del Alisal, né le 24 mars 1832 à Villada et mort le 9 octobre 1886 à Madrid, est un artiste peintre espagnol, spécialisé en peinture d'histoire.

## Biographie

### Jeunesse et formation
José Casado del Alisal est né à Villada, dans la province de Palencia, le 24 mars 1832. Il se forme à l'École municipale de dessin de Palencia (es), de même que Dióscoro Puebla, Serafín Martínez del Rincón y Trives (es), Eugenio Oliva (es) et Asterio Mañanós Martínez (es), notamment, puis à l'Académie royale des beaux-arts de San Fernando, où il étudie sous la direction de Federico de Madrazo.
En 1855, il obtient, grâce à son tableau Resurrección de Lázaro (« Résurrection de Lazare »), une bourse pour aller étudier à Rome. Il y fait la connaissance de Antonio Gisbert et Dióscoro Puebla, avec qui il maintient une amitié toute sa vie.
Il réside à Naples, Florence, Milan puis Venise. Sa bourse étant prolongé, il poursuit sa formation à Paris, l'un des centres les plus influents de la peinture néo-classique, à partir de 1861, où il peint El juramento de las Cortes de Cádiz (« Prestation de serment des Cortes de Cadix »), une œuvre présentée à l'Exposition universelle de 1862 et qui est actuellement conservée dans l'hémicycle du Congrès des députés.

### Carrière

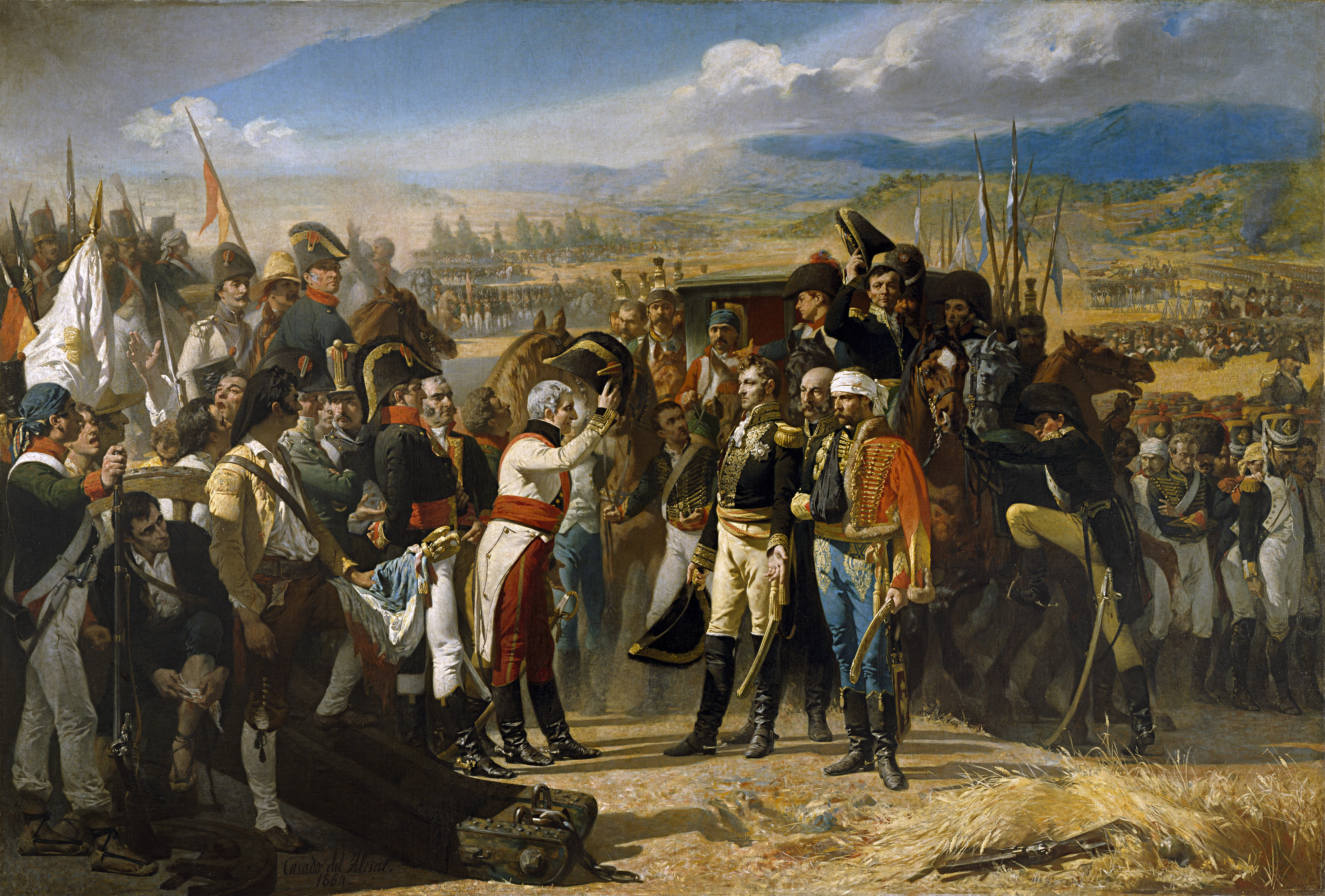
La Reddition de Bailén (1864).

Deux ans plus tard, et alors qu'il se trouve en Italie, il présente Últimos momentos de Fernando IV el Emplazado à l'Exposition nationale des beaux-arts de 1860, et obtient une médaille de première classe. Il double la mise en 1864 avec La Rendición de Bailén (« La Reddition de Bailén »), qui représente la capitulation de l'armée française le 22 juillet 1808 face aux troupes espagnoles.
José Casado del Alisal devient le premier directeur de l'Académie d'Espagne à Rome, inaugurée en janvier 1881, puis membre de l'Académie royale des beaux-arts de San Fernando.
Lors de l'Exposition nationale de 1881, il présente La Campana de Huesca (es), inspirée de la Cloche de Huesca. Mais il n'obtient aucune médaille, et lorsqu'on ne lui remet que la mention d'honneur, il démissionne de son poste de directeur de l'Académie espagnole des beaux-arts de Rome.
En mai 1882, il est nommé membre du jury pour attribuer la bourse de « Paysage » pour Rome, en représentation du ministère d'État espagnol, puis en octobre 1883, il redevient membre du jury pour la bourse de « Peinture » à Rome.

### Disparition de Gustavo Adolfo Bécquer
Le 22 décembre 1870, meurt Gustavo Adolfo Bécquer. Très ami de Casado del Alisal, celui-ci se charge de suivre la procédure habituelle du XIXe siècle pour lui rendre hommage.

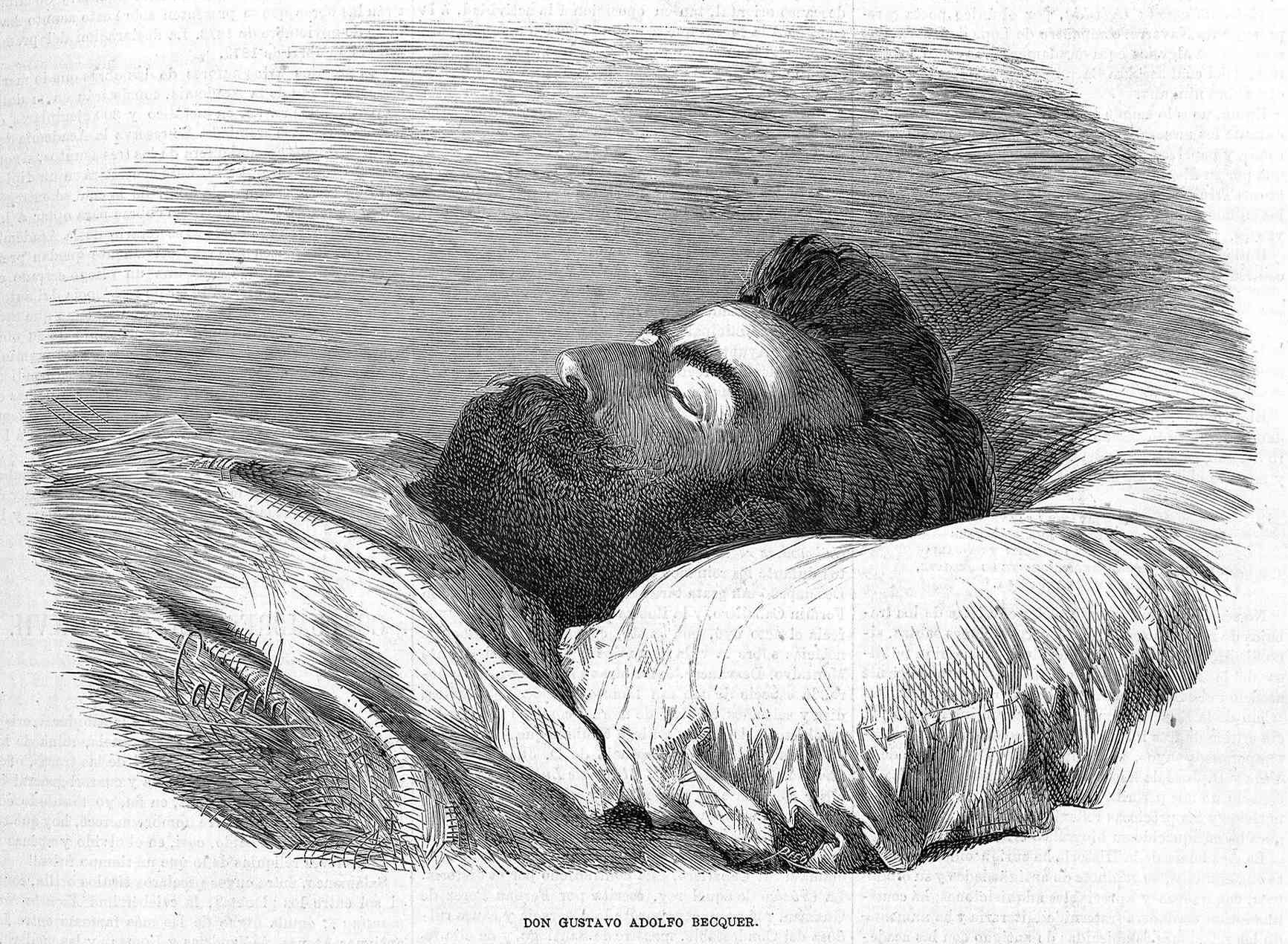
Gustavo Adolfo Bécquer sur son lit de mort. Gravure de José Casado del Alisal publiée dans '.

Ainsi, il réalise un dessin représentant Bécquer sur son lit de mort. Une demi-heure après l'enterrement, se produit une éclipse solaire totale ; Casado del Alisal produit alors une gravure représentant Bécquer paisible sur un fond de pénombre.
À la sortie de la cérémonie, le peintre propose à plusieurs des assistants l'idée d'éditer les œuvres de l'écrivain non alors reconnu. Pour étudier les détails de cette édition, Casado convoque une réunion dans son studio de peinture le 24 décembre à 13 h. Une souscription publique est décidée pour recueillir des fonds ; cela répondait à deux motifs : rendre hommage à l'ami disparu et aider économiquement la femme et les enfants de l'écrivain.
Gustavo Adolfo Bécquer doit sa gloire littéraire à Casado del Alisal, car sans cette initiative, il est fort probable que son œuvre aurait été oubliée, ainsi que le rappelle Rafael Montesinos (es) dans son livre Bécquer, biografía e imagen, récipiendaire du prix national d'Essai en 1977.

### Mort
José Casado del Alisal meurt le 9 octobre 1886 à 54 ans en laissant un grand nombre de portraits et de peintures historiques, et décoré de la grand-croix d'Isabelle la Catholique.

## Style

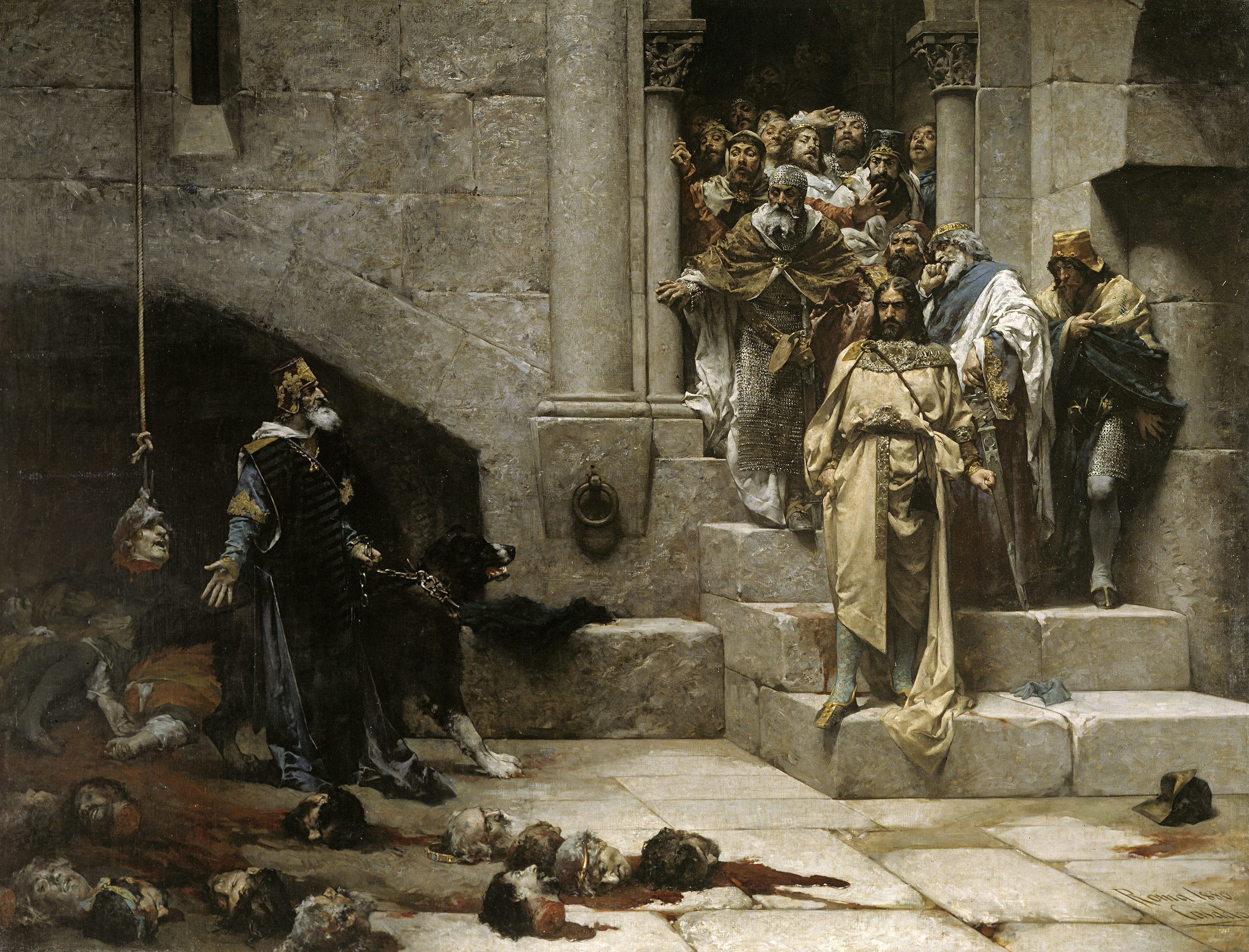
La Campana de Huesca (1880).

Il cultive spécialement les thèmes historiques. Ainsi, on lui doit de nombreux portraits de la haute société de son temps, comme Baldomero Espartero, la reine Isabelle II, le roi Alphonse XII ou Emilio Castelar y Ripoll.
Il est surtout le peintre représentatif d'une tendance picturale qui domine la deuxième moitié du XIXe siècle : la peinture de grands événements relatifs à l'histoire de chaque pays. Il s'agit de peinture d'histoire ou « réalisme rétrospectif » dans la mesure où l'on essaie de recréer avec réalisme des faits qui ont eu lieu dans un passé historique.
Il réalise par ailleurs des scènes de genre, conservées au musée du Prado, telles que Retrato de una dama francesa (« Portrait d'une dame française »), Mujer con mantilla blanca (« Femme avec mantille blanche ») et Dama con abanico (« Dame avec un éventail »).
Son style est quelque peu froid, essayant de concilier l'art académique et les idéaux romantiques.

## Œuvre

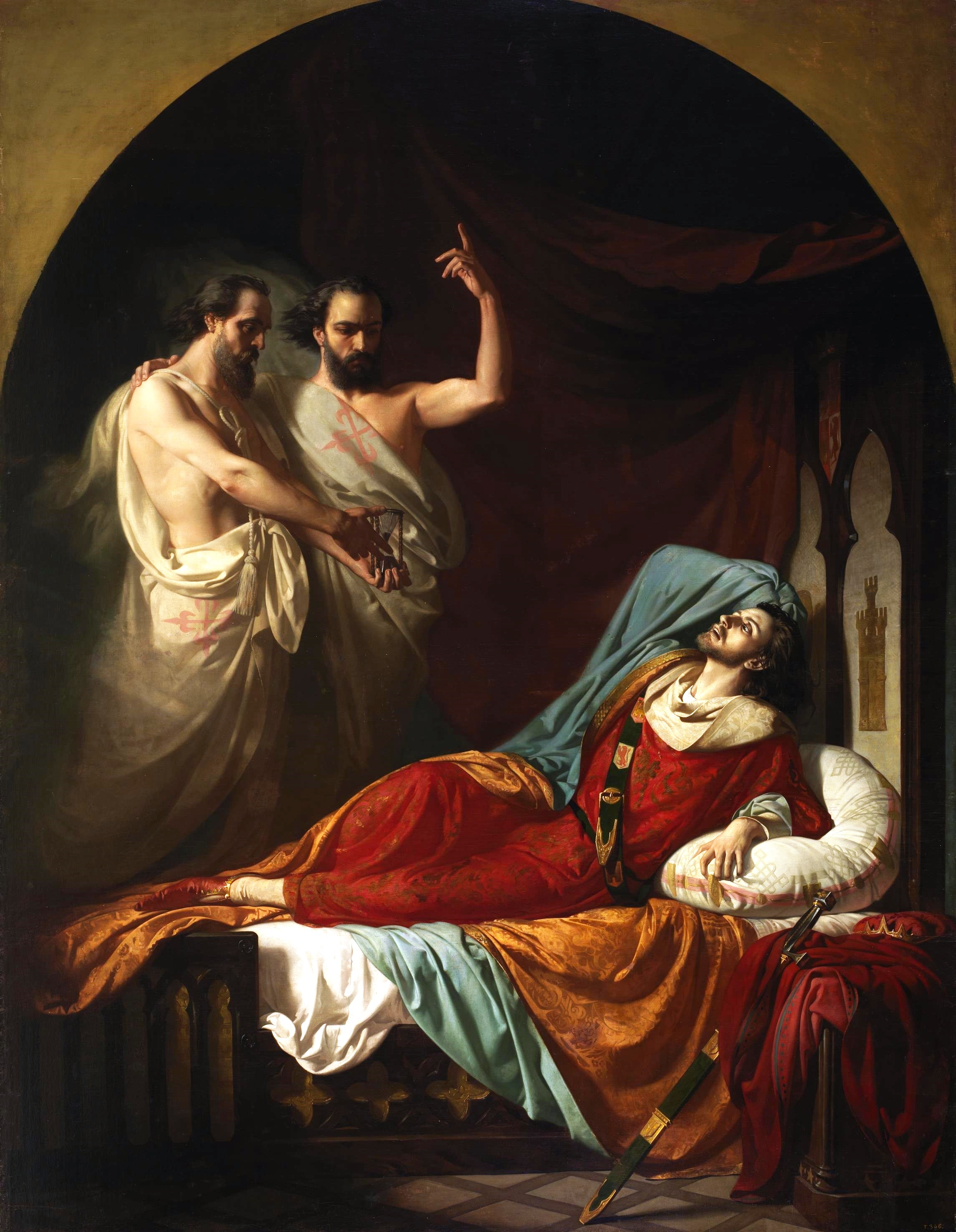
Últimos momentos de Fernando IV el Emplazado (1860).

José Casado del Alisal est l'un des peintres espagnols les plus importants du XIXe siècle, de par l'ampleur de sa composition et son irréprochable technique. Même à l'apogée de sa carrière, sa modestie et sa réserve vis-à-vis des marques de reconnaissances qui lui étaient faites l'ont cantonné à un niveau moindre que ne le suggèrerait son réel talent aux yeux du public et des critiques de l'époque.
Œuvres notables
- Resurrección de Lázaro (1855, Académie royale des beaux-arts de San Fernando, Madrid ; voir œuvre).
- La muerte del Conde de Saldana (1858)
- Últimos momentos de Fernando IV el Emplazado (1860, Palais du Sénat, Madrid).
- Un prisionero (1860)
- Semíramis en el Infierno del Dante  (1860)
- El juramento de las Cortes de Cádiz (1863, Congrès des députés, Madrid ; voir œuvre).
- La Reddition de Bailén (1864, Musée du Prado ; voir œuvre).
- Retrato de Isabel II (1865, Palais royal de Madrid ; voir œuvre).
- Gonzalo Fernández de Córdoba ante el cadáver del duque de Nemours (1866, Palais du Sénat ; voir œuvre).
- Retrato de Baldomero Espartero (1872, Congrès des députés ; voir œuvre).
- La Campana de Huesca (es) (1880, Mairie de Huesca (es) ; voir œuvre).
- Retrato de Alfonso XII en el Salón del Trono (1884, Palais du Sénat ; voir œuvre).
- Retrato de Práxedes Mateo Sagasta (1884, Congrès des députés ; voir œuvre).
- La batalla de Clavijo (1885, Basilique de Saint-François-le-Grand, Madrid).
- Retrato de Eugenio García Ruiz (1885).
- Retrato de Antonio Cánovas del Castillo (Académie royale d'histoire ; voir œuvre).
- Retrato de Alejandro Mon y Menéndez (voir œuvre ; voir œuvre).

Peintures religieuses
- La tirana, Ofelia, Santiago en la batalla de Clavijo dans la basilique de Saint-François-le-Grand à Madrid ;
- Los devotos de San Antolín dans la cathédrale San Antolín de Palencia.

## Distinctions
- Grand-croix de l'ordre d'Isabelle la Catholique

## Reconnaissance
Des rues portent son nom dans le quartier du Retiro de Madrid ; dans les villes de la province de Palencia, Villada et Venta de Baños ; et à Huesca.